# اور-ارکن‌اشویک
شهر اور-ارکن‌اشویک (به آلمانی: Oer-Erkenschwick) در ایالت نوردراین-وستفالن در کشور آلمان واقع شده‌است.